# Ибрэиляну, Гарабет
Гарабет Ибрэиляну (рум. Garabet Ibrăileanu; 23 мая 1871, Тыргу-Фрумос — 11 марта 1936, Бухарест) — румынский прозаик, литературный критик, переводчик, языковед, историк литературы, социолог, редактор. Профессор Ясского университета (1908—1934). Доктор наук.
Академик Румынской академии (1948, посмертно).

## Биография

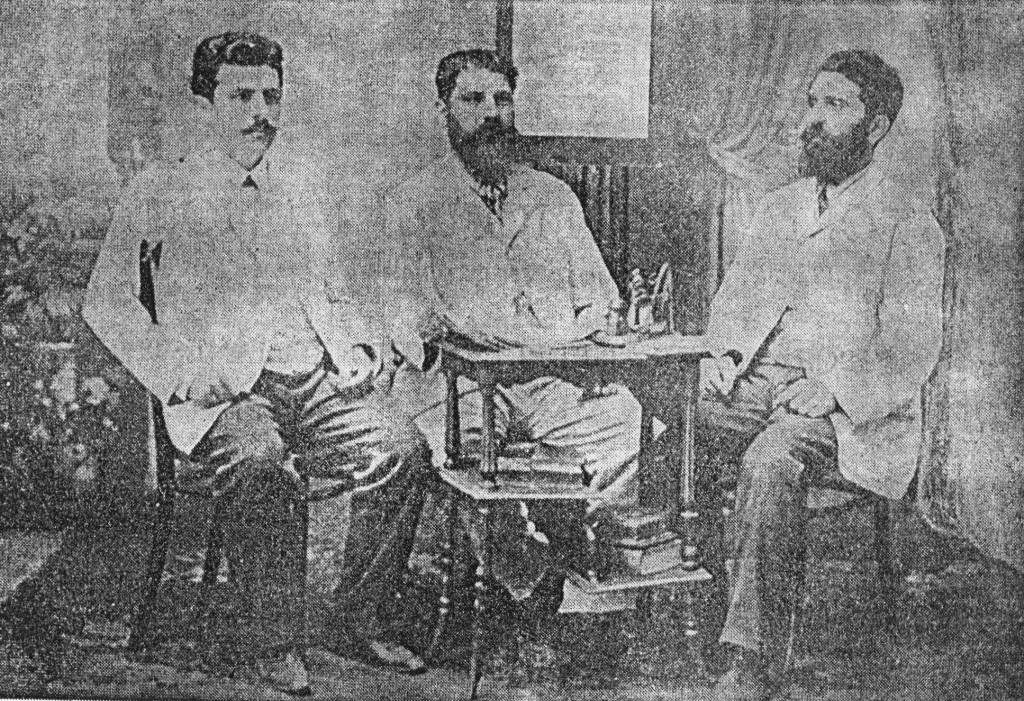
И. Ботез, К. Стере, И. Ибрэиляну (справа)

Армянин по происхождению. В 1890—1895 годах обучался на факультета философии, истории и литературы Ясского университета. После окончания университета — преподаватель гимназии в г. Бакэу, затем (с 1908) — в Ясском университете (с 1912 — профессор).
В 1890-х годах увлёкся идеями социализма и начал сотрудничать с левой прессой — газетами «Munca» и «Adevărul», имевшими политическое содержание, левую социальную и литературную ориентацию.
Сторонник идей К. Доброджану-Геря, который, сближаясь с марксизмом, развивал идеи народничества.
В первый период деятельности, поддерживая связь с социалистическим движением в Румынии, написал несколько работ («Социальный дарвинизм» — «Darwinismul social», «Critica socială», 1892, NoNo 6-8, и др.), в которых излагал марксистскую теорию классовой борьбы, прибавочной стоимости, выступал против шовинизма, критиковал социальный дарвинизм и мальтузианство. В дальнейшем Г. Ибрэиляну перешёл на позиции попоранизма — румынского аналога народничества, что отразилось и на его взглядах в области искусства. Позднее он стал антифашистом, другом СССР.
Считается первым наставником таких видных представителей культуры Румынии, как М. Садовяну, И. Агырбичану, Й. Теодоряну, Г. Галактион, О. Гоги, Д. Топырчану и Т. Аргези.
Вместе с К. Стере и П. Бужором в 1906—1933 (с перерывом в годы Первой мировой войны 1914—1918) редактировал ежемесячный литературный журнал «Viaţa Românească» («Румынская жизнь»), являясь его идейным руководителем.

## Творчество
Как критик дебютировал в 1908 году. Многие свои работы издал под псевдонимом Чезар Вража (рум. Cezar Vraja) и Веракс.
В своём первом крупном эссе «Spiritul critic în cultura românească» (1908), проанализировал тенденции в румынской литературе начиная с 1840 по 1880 г.
В работе «Критицизм в румынской культуре» (1909) показал, что демократические национальные традиции развивались в связи с освоением европейских культурных ценностей.
Выступал за развитие реализма в румынской литературе (книги «Заметки и впечатления», 1920; «Румынские и зарубежные писатели», 1926; «Литературные исследования», 1931; «Культура и литература», 1933, и др.).
Автор книги афоризмов (1930) и классического романа — «Адела» (1933).
В эстетике во многом следовал Геря-Доброджану; он исходил из того, что произведение искусства является отражением действительности, однако художник, по Ибрэиляну, не просто копирует действительность, а выбирает из неё, типизирует; этот отбор определяется философскими взглядами художника; поэтому художественное произведение имеет ярко выраженные этико-социальные тенденции.
Критикуя теорию «искусство для искусства», Ибрэиляну писал, что произведения искусства не делятся на две категории: одни с тенденциями, другие — нет; любое произведение искусства имеет свою тенденцию («Снова тенденционизм в искусстве» — «Iar tendentionismul în artă!», «Viaţa Romînească», 1915, No 7-9).
Он утверждал, что каждый народ имеет свои характерные черты, которые должны найти отражение в литературе. Критика искусства, рассматриваемая им как подлинная наука, должна быть многосторонней, исследующей художественные явления с эстетической, социальной, психологической и других сторон.
Труд Ибрэиляну «Румынские и зарубежные писатели» («Scriitori romîni şi străini», 1926), содержащий ряд интересных идей, вместе с тем не был свободен от ошибок, проявившихся вследствие некоторого влияния У. Джемса, И. Тэна, Ф. Брюнетьера и др. идеалистов на эстетическую концепцию Ибрэиляну. Уступки идеализму проявились в отдельных его рассуждениях о темпераменте как определяющем факторе творчества, в его некритическом отношении к энергетизму и персонализму. В основном же эстетические идеи Ибрэиляну, его борьба за реализм в литературе относятся к прогрессивным явлениям в румынской культуре.
За многосторонюю плодотворную деятельность, в 1948 году был избран членом Румынской академии (посмертно).
Похоронен на кладбище «Вечность» в Яссах.

## Избранные сочинения

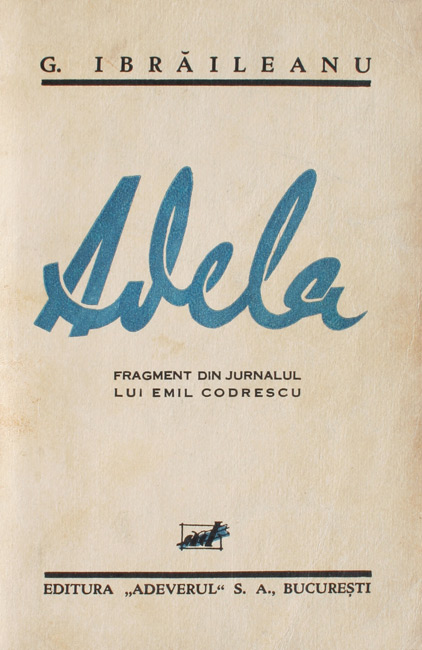
Роман «Адела». 1933 г.

- Scriitori şi curente («Писатели и тенденции», 1909);
- Opera literară a d-lui Vlahuţă, 1912;
- Literatura şi societatea , 1912;
- Pagini alese, v. 1—2, Бухарест, 1957;
- Scriitori români şi strǎini, v. 1—2, Бухарест, 1968 (библ. с. 431—32);
- Studii literare, Бухарест, 1968 (библ. с. 301—302).